# Laguna Barros Negros
Laguna Barros Negros är en lagun i Chile.   Den ligger i regionen Región de Antofagasta, i den norra delen av landet, 1 100 km norr om huvudstaden Santiago de Chile. Laguna Barros Negros ligger 2 301 meter över havet. Arean är 1,1 kvadratkilometer. Den sträcker sig 1,9 kilometer i nord-sydlig riktning, och 1,0 kilometer i öst-västlig riktning.
Trakten runt Laguna Barros Negros är ofruktbar med lite eller ingen växtlighet. Trakten runt Laguna Barros Negros är nära nog obefolkad, med mindre än två invånare per kvadratkilometer.